# Штепеніцталь
Штепеніцталь (нім. Stepenitztal) — громада в Німеччині, розташована в землі Мекленбург-Передня Померанія. Входить до складу району Північно-Західний Мекленбург. Складова частина об'єднання громад Грефесмюлен-Ланд.
Площа — 45,03 км2. Населення становить 1707 ос. (станом на 31 грудня 2020).